# Limberg bei Wies
Limberg bei Wies est une ancienne commune autrichienne du district de Deutschlandsberg en Styrie.
Elle est aujourd'hui incorporée à la municipalité de Wies.